# Nihoa hawaiiensis
Nihoa hawaiiensis is een spinnensoort uit de familie Barychelidae. De soort komt voor in Hawaï.